# Stele

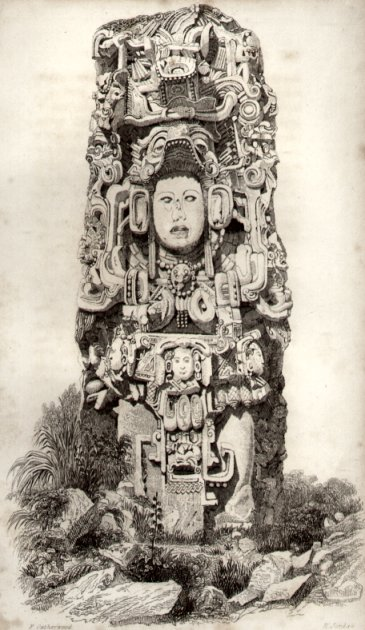
Stele från Copán, Honduras, tecknad av Frederick Catherwood 1839.

Stele är en rest sten, ofta dekorerad med bilder, inskriptioner, reliefer eller ornamentik.
Stelar restes för att markera gränser eller gravar, ära gudar eller härskare.

## Förekomst
Stelar är vanliga i stora delar av Europa och övriga världen. I Norden motsvaras de av bildstenar och runstenar vilka inte brukar benämnas stelar men kan ha motsvarande funktion och utseende.

## Kända stelar
- Hammurabis lagar
- Merneptahstelen
- Meshastelen
- Nestorianska stelen
- Palermostenen
- Rosettestenen
- Qianlings textlösa stele